# Melittomma perrieri
Melittomma perrieri är en skalbaggsart som beskrevs av Leon Fairmaire 1901. Melittomma perrieri ingår i släktet Melittomma och familjen varvsflugor. Inga underarter finns listade i Catalogue of Life.